# コスタ・デル・ソル

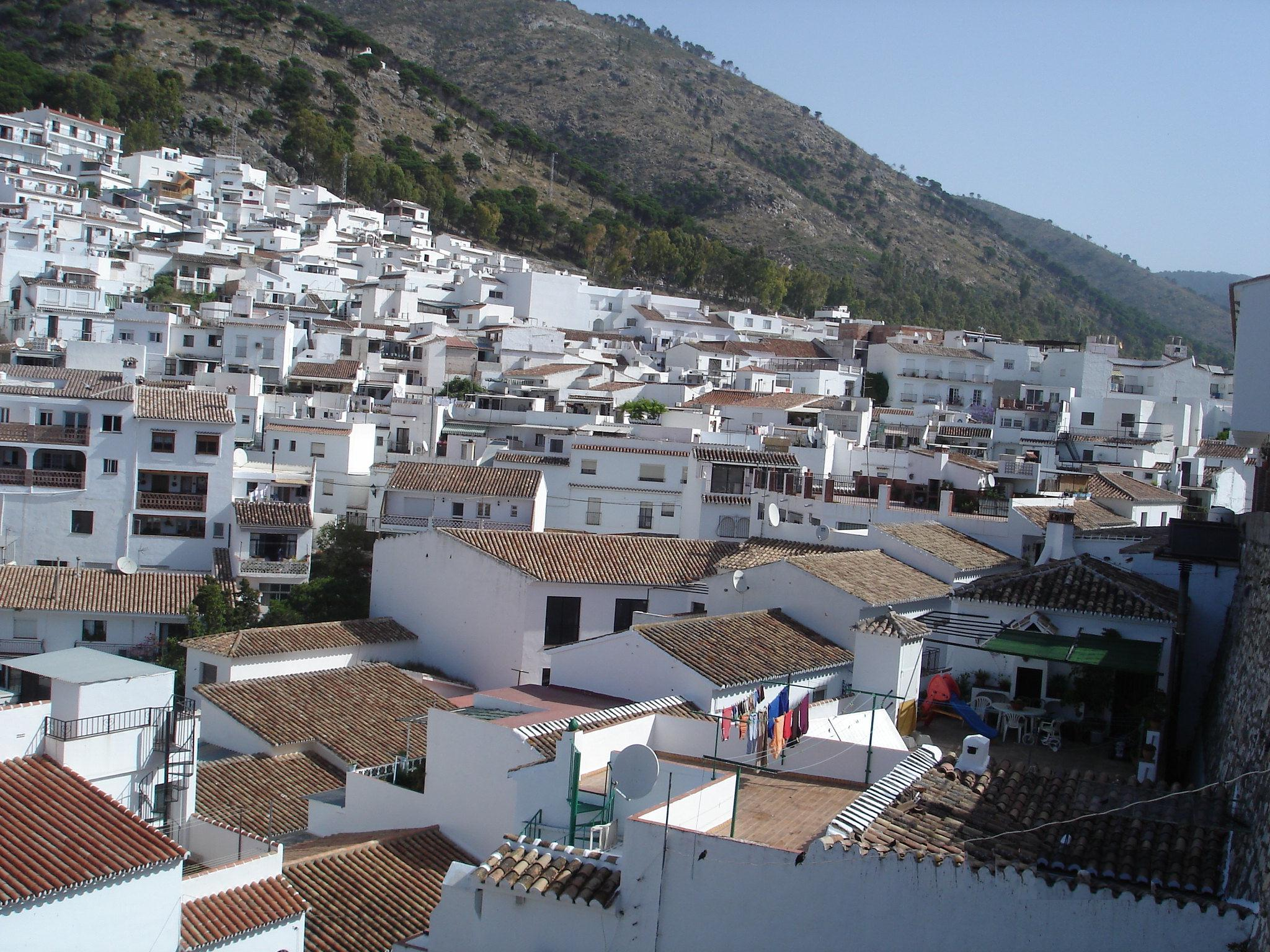
スペイン南部特有の住宅。

コスタ・デル・ソル（Costa del Sol）とは、太陽海岸という意味で、スペイン南部アンダルシア州のマラガ県の海岸地域とカディス県のカンポ・デ・ヒブラルタル地区の地中海に面する地域にあたる。スペインの観光産業にとって最も重要な地域の1つであり、アンダルシアの観光業の35%を占め、年間およそ1,730万の宿泊客がある（2008年）。
コスタ・デル・ソルの気候は温暖で、年平均気温は19度で、日照は年間の300日以上で、ゴルフ場をはじめとする観光関連施設、会議・展示施設、ヨットハーバーなどが数多くある。
コスタ・デル・ソルが国際的な観光地域として知られるようになったのは1950年代のことで、以来外国人、とくにイギリス、ドイツ、北欧、フランスの人々にとって人気のある旅行先となっており、このことはこの地域の経済発展と人口成長にとって欠くべからざるものとなっている。
1970年代と80年代の間、この地域は「犯罪海岸 "Costa del Crime"」として悪名が高かった。イギリスのギャング団の間で、法的なトラブルを逃れてこの地で贅沢をして暮らすことが流行っていた。両国間にはジブラルタル問題があり、犯罪人引渡し条約が締結されていなかった。この現象はテレビのショー番組などで話題となっていた。

## 語源
オーストリア出身で、アルメリーアでホテル・シモンを経営していたRodolfo Lussniggが、もともとはアルメリーアの海岸地域の観光客誘致のために、同海岸地域を指してコスタ・デル・ソルという名称で使用し始めた。誘致キャンペーンは、1929年のセビリアとバルセロナの博覧会を訪れる観光客を同地域に誘致する目的で1928年2月16日、ラ・クロニカ・メリディオナル紙（La Crónica Meridional）上にて開始された。また、1929年に開催されたセビリアでのイベロアメリカ博覧会（Exposición Iberoamericana de Sevilla）に見出すことができるともいわれる。いずれにせよ、1947年にスール紙（Sur）上に登場してからコスタ・デル・ソルという名称が、一般化し始めたのである。1960年代頃まではコスタ・デル・ソルという名称は現在よりも広いアルメリーア県、グラナダ県、マラガ県の海岸地帯を指していたが、現在はもっぱらマラガ県の海岸地帯に対してのみ使われ、グラナダ県の海岸地域に対してはコスタ・トロピカル（Costa Tropical、熱帯海岸）、アルメリーア県のものにはコスタ・デ・アルメリーア（Costa de Almería）という名称が使われる。

## 地理
コスタ・デル・ソルの地域は、カディス県の地中海沿岸地域やモトリルまでのグラナダ県の地中海沿岸地域を含むこともあるものの、一般的には東はグラナダ県、西はカディス県の間の161kmにわたる地中海沿岸地域を指すものとされ、自治体では西はマニルバ（Manilva）から東はネルハ（Nerja）までとされている。それは、マラガ県では、コマルカ名として西からコスタ・デル・ソル・オクシデンタル（Costa del Sol Occidental）、マラガ＝コスタ・デル・ソル（Málaga - Costa del Sol）、アハルキーア＝コスタ・デル・ソル（Axarquía - Costa del Sol）と同県のすべての沿岸地域に対してコスタ・デル・ソルという名称が行政的に使用され、定義づけられているのに対して、両県ではそのような定義付けがされていないということと関係がある。コスタ･デル･ソル地域は伝統的には東西2地域（コスタ・デル・ソル・オクシデンタルとコスタ・デル・ソル・オリエンタル）に分けられ、中央部にあるマラガが両地域の中心となっている。

## 自治体

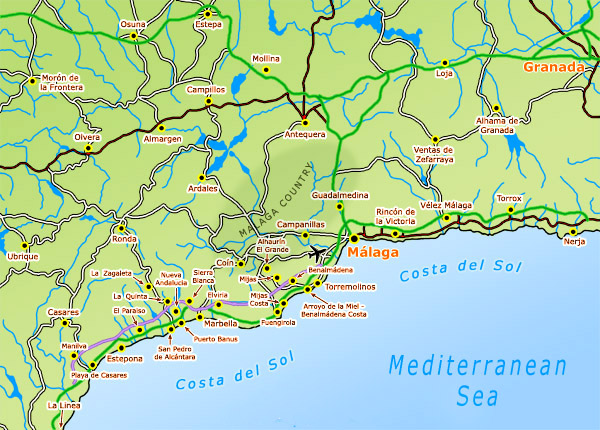
地図

コスタ･デル･ソルの自治体は東から：
- ネルハ
- トロックス
- アルガローボ
- ベレス＝マラガ
- リンコン・デ・ラ・ビクトリア
- マラガ
- トレモリーノス
- ベナルマデナ
- フエンヒローラ
- ミハス
- マルベージャ
- ベナービース
- エステポナ
- カサーレス
- マニルバ
- サン・ロケ
- ラ・リネア・デ・ラ・コンセプション